# 瓦桑库尔
瓦桑库尔（法語：Vassincourt，法語發音：[vasɛ̃kuʁ]）是法国默兹省的一个市镇，属于巴勒迪克区。

## 地理
瓦桑库尔（48°48'11"N, 5°1'45"E）面积7.94 平方千米，位于法国大東部大區默兹省，该省份为法国西北部内陆省份，北与比利时接壤，西接马恩省和阿登省，南至上马恩省和孚日省，东临默尔特-摩泽尔省。
与瓦桑库尔接壤的市镇（或旧市镇、城区）包括：孔特里松、库翁日、莫涅维尔、瓦勒多尔南、奥尔南河畔讷维尔、奥尔南河畔勒维尼。

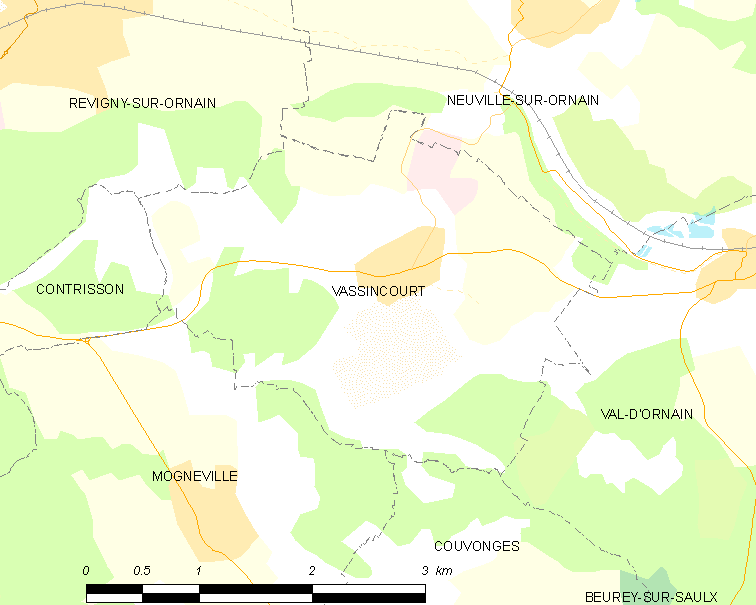
瓦桑库尔的OSM定位图

瓦桑库尔的时区为UTC+01:00、UTC+02:00（夏令时）。

## 行政
瓦桑库尔的邮政编码为55800，INSEE市镇编码为55531。

## 政治
瓦桑库尔所属的省级选区为奥尔南河畔勒维尼县。

## 人口

1962-2008年间瓦桑库尔人口变化图示

瓦桑库尔于2022年1月1日时的人口数量为276人。